# 미국의 국가
별이 빛나는 깃발(The Star-Spangled Banner, 문화어: 별 빛나는 기발) 또는 성조기(星條旗)는 미국의 국가이다. 법률가이자 시인이었던 프랜시스 스콧 키(Francis Scott Key)가 작사하였고, 곡조는 존 스태퍼드 스미스가 작곡한, 영국에서 술을 마실 때 부르는 '천국의 아나크레온에게'(To Anacreon in Heaven)라는 노래를 사용한다. 이 노래는 오늘날에는 주로 각종 스포츠 경기나, 미국 연방정부가 주관하는 행사에서 초청받은 유명한 가수의 독창으로 불리는 일이 많다.
1931년 이전에는 '컬럼비아 만세'(영어: Hail, Columbia) 등이 국가로 쓰이기도 했다.

## 역사

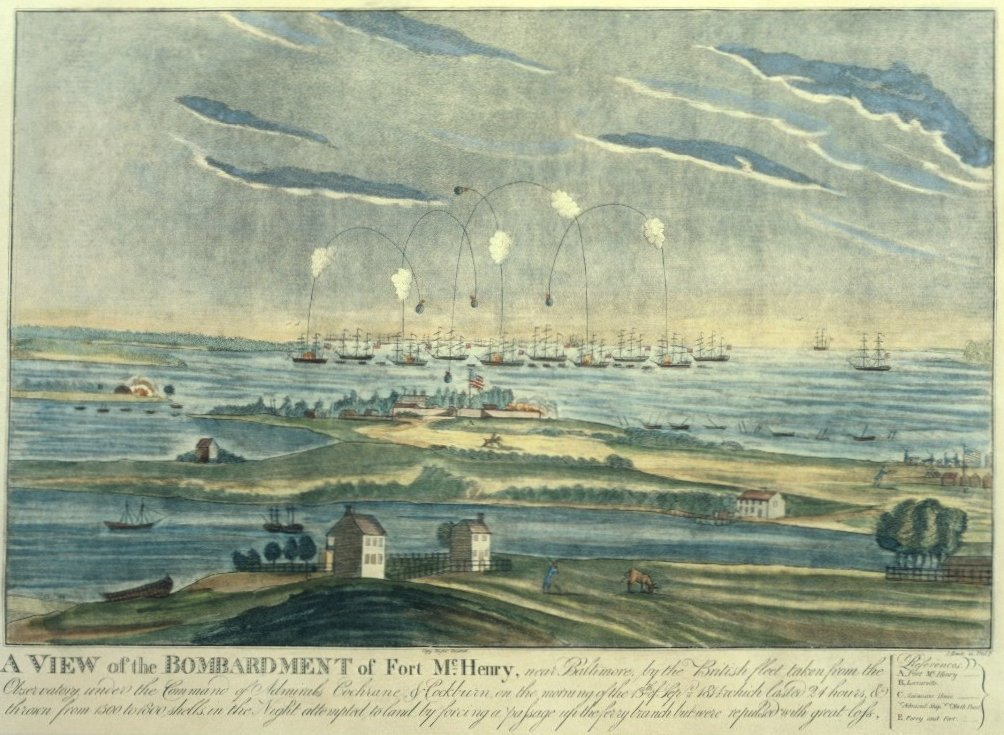
맥헨리 요새에서의 전투를 그린 그림

프랜시스 스콧 키의 시는 그 후 《맥헨리 요새의 방어》(The Defense of Fort McHenry)'라는 제목으로 처음 출판되었고 그 해에 이 노래가 낱장 악보로 다시 출판되면서 제목도 바뀌었다.
이 곡은 1889년에 해군으로부터 인정 받았고, 1916년에 백악관으로부터 인정 받았으며, 1931년 당시 미국의 대통령이었던 후버의 요청으로 공식 국가로 인정되었다.

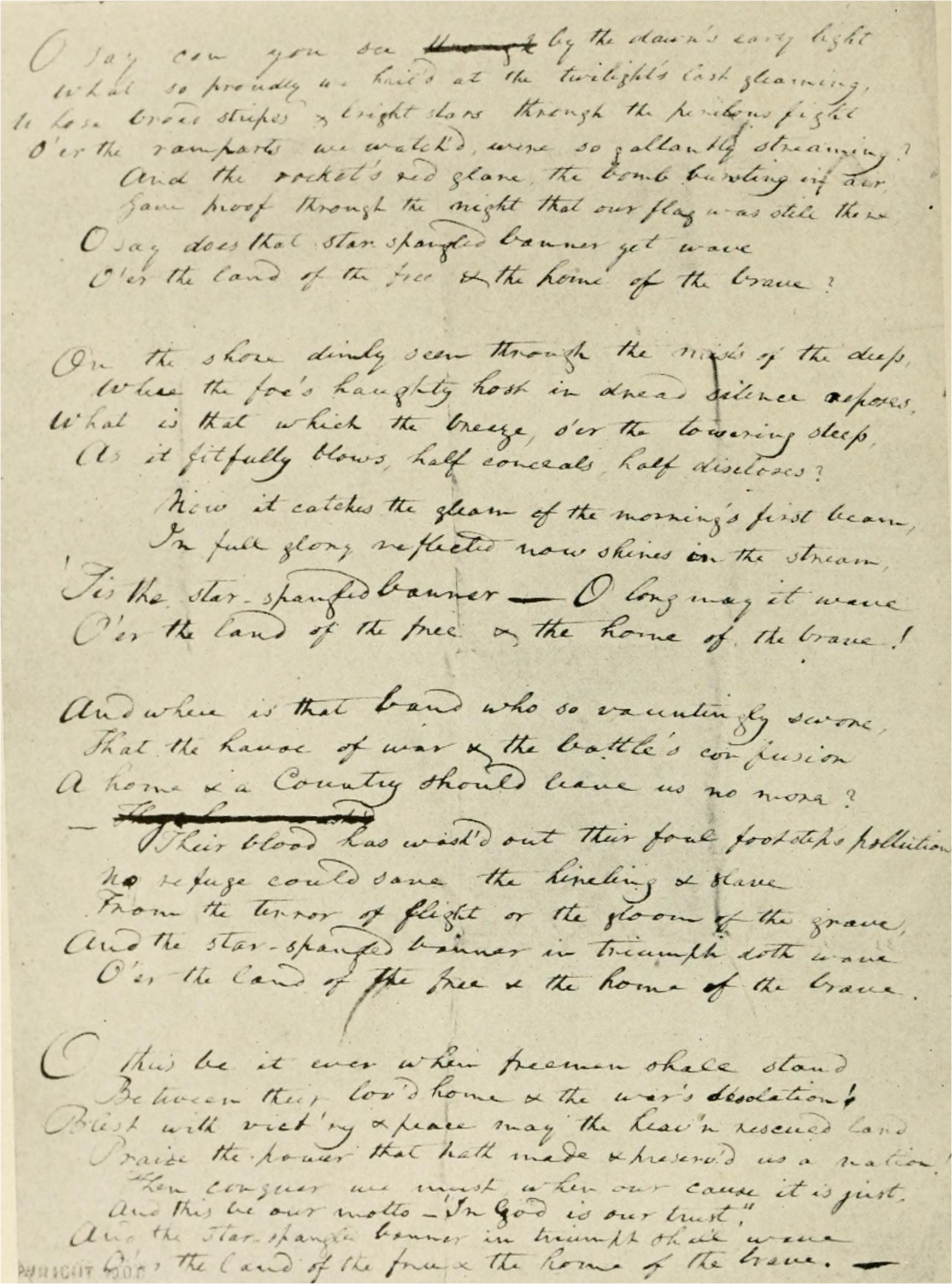
프랜시스 스콧 키가 쓴 '별이 빛나는 깃발' 시의 원본.

곡의 어려운 음계와 박자로 인해 관중 합창이 여의치 않아 여론의 불만이 많고 국가 교체가 건의되기도 했으나 설문 조사 등에서는 ‘별이 빛나는 깃발’를 지지하는 의견이 다수를 차지하는 등 미국을 대표하는 국가로 인정받고 있다.

## 영어한국어가사

### 1절
| O say, can you see, by the dawn’s early light, What so proudly we hailed at the twilight’s last gleaming, Whose broad stripes and bright stars, through the perilous fight, O’er the ramparts we watched, were so gallantly streaming? And the rockets’ red glare, the bombs bursting in air, Gave proof through the night that our flag was still there; O say, does that star-spangled banner yet wave O’er the land of the free and the home of the brave! | 오우 세이 캔 유 시, 바이 더 돈즈 얼리 라이트, 웟 소우 프라우들리 위 헤일드 앳 더 트와이라잇스 래스트 글리밍. 후즈 브로드 스트라입스 언드 브라이트 스타아즈, 쓰루 더 페럴러스 파이트, 오어 더 램파아트스 위 와치트, 워 소우 갤런틀리 스트리밍. 언드 더 라컷스 레드 글레어, 더 밤즈 버스팅 인 에어, 게이브 프루프 쓰루 더 나이트 댓 아우어 플래그 와즈 스틸 데어. 오우 세이, 더즈 댓 스타아스팽걸드 배너 옛 웨이브, 오어 더 랜드 어브 더 프리 언드 더 호움 어브 더 브레이브. | 오, 그대는 보이는가, 이른 새벽 여명 사이로 어제 황혼의 미광 속에서 우리가 그토록 자랑스럽게 환호했던, 넓은 줄무늬와 밝은 별들이 새겨진 저 깃발이, 그 치열한 전투 중에서도 우리가 사수한 성벽 위에서 당당히 나부끼고 있는 것이. 로켓의 붉은 섬광과 창공에서 작렬하는 폭탄이 밤새 우리의 깃발이 그곳에 서있었음을 증거하였으니, 오 말해주오, 그 성조기는 지금도 휘날리고 있는가, 자유의 땅과 용자들의 고향에서! |

### 2절
| On the shore, dimly seen thro’ the mist of the deep, Where the foe’s haughty host in dread silence reposes, What is that which the breeze, o’er the towering steep, As it fitfully blows, half conceals, half discloses? Now it catches the gleam of the morning’s first beam, In full glory reflected, now shines on the stream ’Tis the star-spangled banner. Oh! long may it wave O’er the land of the free and the home of the brave! | 안 더 쇼어, 디믈리 신 쓰로우 더 미스트 어브 더 딥, 웨어 더 포우즈 호티 호우스트 인 드레드 사일런스 리포우지즈, 웟 이즈 댓 위치 더 브리즈, 오어 더 타워잉 스팁, 애즈 잇 핏펄리 블로우즈, 해프 컨실즈, 해프 디스클로우지즈, 나우 잇 캐치즈 더 글림 어브 더 모어닝즈 퍼스트 빔, 인 풀 글로어리 리플렉터드, 나우 샤인즈 안 더 스트림 티즈 더 스타아스팽걸드 배너 오우 롱 메이 잇 웨이브 오어 더 랜드 어브 더 프리 언드 더 호움 어브 더 브레이브. | :저 깊은 안개 사이로 희미하게 보이는 해안, 오만한 적군도 공포의 적막 속에서 숨어 있는 그 곳에서 드높이 치솟은 절벽 위로 변덕스런 산들바람 따라 반쯤 가려졌다 반쯤 드러나 보이는 저것이 무엇이냐? 이제 아침의 첫 광휘를 받아 충만한 영광에 반사되어 강물 위로 빛나는, 그것은 바로 성조기로다. 오! 영원토록 휘날리기를, 자유의 땅과 용자들의 고향에서! |

### 3절
| And where is that band who so vauntingly swore That the havoc of war and the battle’s confusion A home and a country should leave us no more? Their blood has washed out their foul footstep’s pollution. No refuge could save the hireling and slave From the terror of flight, or the gloom of the grave, And the star-spangled banner in triumph doth wave O’er the land of the free and the home of the brave. | 언드 웨어 이즈 댓 밴드 후 소우 본팅리 스워어, 댓 더 해벅 어브 워어 언드 더 배털즈 컨퓨전. 어 호움 언드 어 컨트리 슈드 리브 어스 노우 모어, 데어 블러드 해즈 와쉬트 아웃 데어 파울 풋스텝스 펄루션. 노우 레퓨지 쿠드 세이브 더 하이어링 언드 슬레이브, 프럼 더 테어러 어브 플라이트, 오어 더 글룸 어브 더 그레이브, 언드 더 스타아스팽걸드 배너 인 트라이엄프 도쓰 웨이브, 오어 더 랜드 어브 더 프리 언드 더 호움 어브 더 브레이브. | 그토록 자신만만 호언장담했던 그 무리는 어디 있느뇨? 그리고 전쟁의 파괴와 전투의 혼란 속에서 우리에게 집이고 조국이고 아무것도 남아있지 않으리라. 그들의 피가 그들의 더러운 발자취가 남긴 오염을 씻어내리라. 그 무엇도 용병들과 노예들을 도피의 위협과 죽음의 그림자로부터 구해주지 못하리. 성조기는 승리의 개가 속에서 휘날리리라. 자유의 땅과 용자들의 고향에서! |

### 4절
| Oh! thus be it ever, when freemen shall stand Between their loved homes and the war’s desolation, Blest with vict’ry and peace, may the Heav’n rescued land Praise the Pow’r that hath made and preserved us a nation! Then conquer we must, when our cause it is just, And this be our motto: "In God is our trust." And the star-spangled banner in triumph shall wave O’er the land of the free and the home of the brave | 오우, 더스 비 잇 에버, 웬 프리멘 섈 스탠드, 비트윈 데어 러브드 호움즈 언드 더 워어즈 데설레이션, 블레스트 윋 빅트리 언드 피스, 메이 더 히브느 레스큐드 랜드, 프레이즈 더 파우어 댓 해쓰 메이드 언드 프러저브드 어스 어 네이션. 덴 캉커 위 머스트, 웬 아우어 코즈 잇 이즈 저스트, 언드 디스 비 아우어 마토우 '인 가드 이즈 아우어 트러스트.' 언드 더 스타아스팽걸드 배너 인 트라이엄프 섈 웨이브, 오어 더 랜드 어브 더 프리 언드 더 호움 어브 더 브레이브. | 오! 그리하여 자유로운 사람들이 사랑하는 그들의 고향과 전쟁 폐허 사이에서 언제나 일어서리라. 승리와 평화로 축복을 받으며 하늘이 구한 이 땅이 우리의 나라를 만들고 지켜 준 신의 권능을 찬양하게 하소서. 대의가 정당하면 우리는 필승할 것이오, 우리의 좌우명은 "우리는 하나님을 믿는다". 그리고 성조기는 승리차게 휘날리리라 자유의 땅과 용자들의 고향에서! |

## 영상
|  |  |
|  |  |

## 같이 보기
- In God We Trust